# Симон де Монфорт
Симон де Монфорт (око 1175 - 25. јун 1218) био је француски племић и учесник Катарског крсташког похода.

## Биографија
Симон де Монфорт се пријавио за учествовање у Четвртом крсташком рату, али у њему није учествовао згрожен нападом на хришћански Задар и касније на Цариград. Носио је и звање ерла Лестера у Енглеској. Године 1209. налазио се у армији Арнолда Амалрика која се кретала на југ Француске. Учествовао је у бици код Безијеа где су крсташи извршили масакр катара, али и локалног католичког становништва. Након битке преузима поседе Ремона-Рожера који је бачен у тамницу. Следеће године Ремон-Рожер умире, а Симон га сахрањује уз све почасти.
Када је папски легат Арнолд Амалрик одустао од даљег вођења похода, Симон преузима вођство. Године 1213. Петар Арагонски долази у помоћ Катарима и опседа га у Миреу. Симон је успео да разбије опсаду, а Петар гине у боју. Четвртим латеранским сабором из 1215. године Симон добија поседе Ремона VI који је свргнут. Није их дуго уживао. Погинуо је 1218. године приликом опсаде Тулуза.
Његов син и наследник био је Симон V Монфорт.

## Породично стабло
|  |                      |  |  |  |  |  |  |  |  |  |  |  |  |  |  |  |
|  | 2. Симон III Монфорт |  |  |  |  |  |  |  |  |  |  |  |  |  |  |  |
|  |                      |  |  |  |  |  |  |  |  |  |  |  |  |  |  |  |
|  |                      |  |  |  |  |  |  |  |  |  |  |  |  |  |  |  |
|  | 1. Симон де Монфорт  |  |  |  |  |  |  |  |  |  |  |  |  |  |  |  |
|  |                      |  |  |  |  |  |  |  |  |  |  |  |  |  |  |  |
|  |                      |  |  |  |  |  |  |  |  |  |  |  |  |  |  |  |
|  | 3. [[]]              |  |  |  |  |  |  |  |  |  |  |  |  |  |  |  |
|  |                      |  |  |  |  |  |  |  |  |  |  |  |  |  |  |  |
|  |                      |  |  |  |  |  |  |  |  |  |  |  |  |  |  |  |